# Flughafen Bardufoss

i7
i11
i13
Der Flughafen Bardufoss (norw. Bardufoss lufthavn, IATA-Code: BDU, ICAO-Code: ENDU) ist ein zivil mitgenutzter Militärflugplatz in Norwegen. Die norwegischen Luftstreitkräfte Luftforsvaret bezeichnen ihn als Bardufoss flystasjon und nutzten ihn als Hauptstützpunkt ihrer Hubschrauberstaffeln. Er liegt auf dem Gebiet von Bardufoss in der Kommune Målselv in der Provinz Troms zirka 30 km Luftlinie südlich von Tromsø (130 Straßenkilometer).

## Geschichte
Bardufoss wurde im Jahre 1934 durch den norwegischen Heeresfliegerdienst als Notlandeplatz bestimmt und Mitte 1936 wurden die ersten Erprobungsflüge durchgeführt. Das zunächst sehr kleine Flugfeld wurde in den folgenden vier Jahren ständig erweitert.
Der Flughafen wurde nach der Besetzung Norwegens während des Zweiten Weltkrieges von der deutschen Wehrmacht zu einem Fliegerhorst der Luftwaffe mit zwei Beton-Start- und Landebahnen ausgebaut, wobei jedoch die östlicher gelegene Nord-Süd-Bahn nicht betrieben wurde.

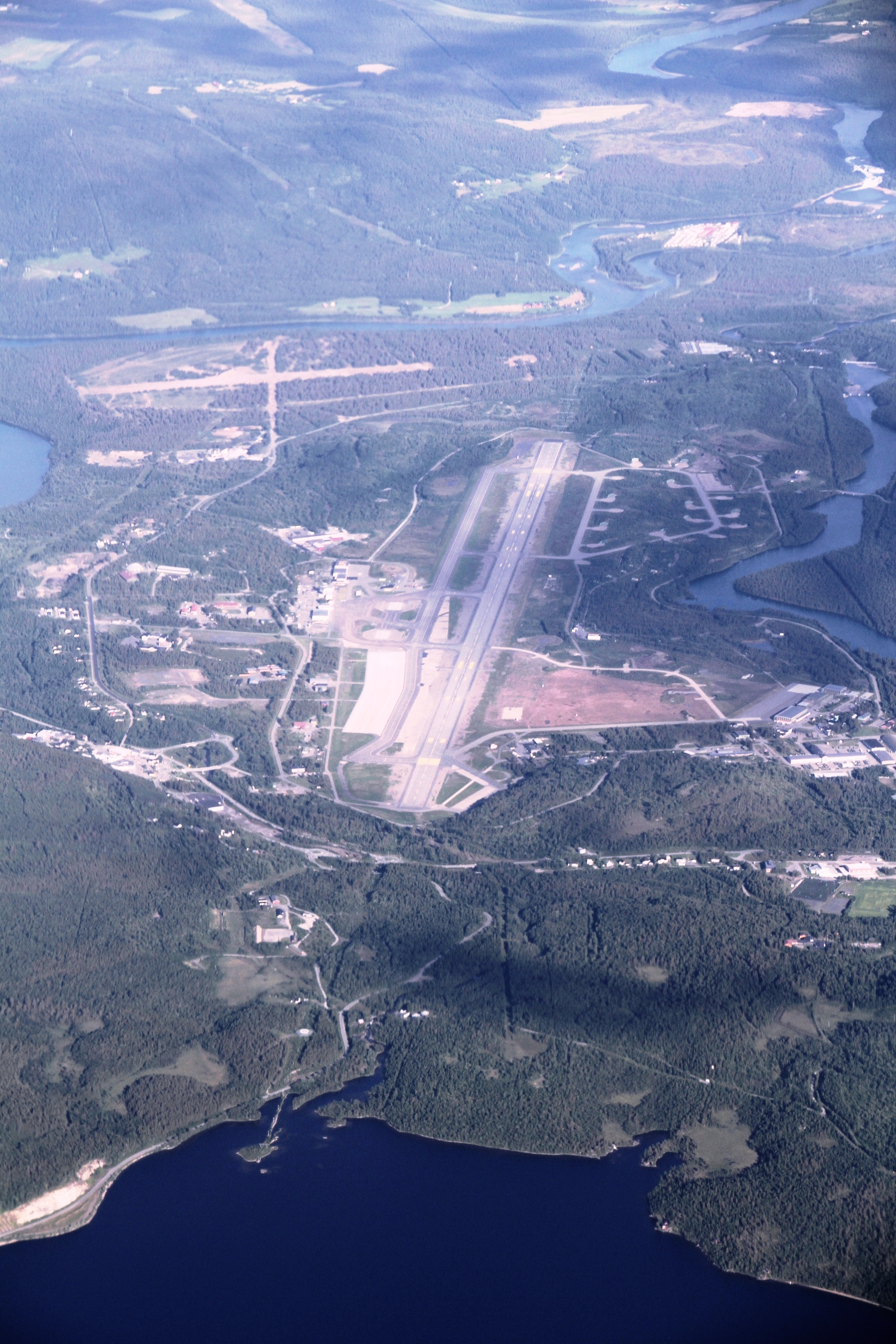
Luftaufnahme, Blick nach Osten, 2012

In den ersten Jahren der deutschen Besatzung waren auf dem Flugplatz nur gelegentlich fliegende Einheiten stationiert. Hierzu gehörte über den Jahreswechsel 1941/1942 die I. Gruppe des Kampfgeschwaders 26 (I./KG 26) mit He 111H. Von Dezember 1941 bis September 1944 hatte der Fliegerführer Lofoten sein Hauptquartier in den Gebäuden des Fliegerhorstes untergebracht. Im Sommer 1942 kam noch die III./KG 30 hinzu, um von hier aus Nordmeergeleitzüge zu bekämpfen.
Bardufoss wurde insbesondere in den letzten sechs Kriegsmonaten ein wichtiger Stützpunkt, auf dem eine Anzahl verschiedener Verbände lagen. Die III./KG 26 kehrte im September 1944, nunmehr mit Ju 88A ausgerüstet, für vier Monate nach Bardufoss zurück.
Zu den Verbänden gehörten im November 1944 auch drei mit Bf 109G und Fw 190A ausgerüstete Staffeln des Jagdgeschwaders 5 (JG 5), deren Aufgabe unter anderem der Jagdschutz für die bei Tromsø liegende Tirpitz war. Die Vernichtung dieses Schlachtschiffs konnten sie jedoch nicht verhindern. Ein weiterer Nutzer war die mit einer geringen Anzahl verschiedener Flugzeugtypen ausgerüstete 1. Staffel der Aufklärungsgruppe (F) 124 (1./Aufkl.Gr. 124), die zwischen November 1944 und März 1945 von Bardufoss aus operierte.
Nach Kriegsende übernahm die Luftvorsfaret die Basis. Zwischen 1949 und Juli 1952 lag hier die 332 Skvadron, die mit Spitfire Mk. IXE ausgerüstet war, sie war die letzte norwegische Spitfire-Staffel.

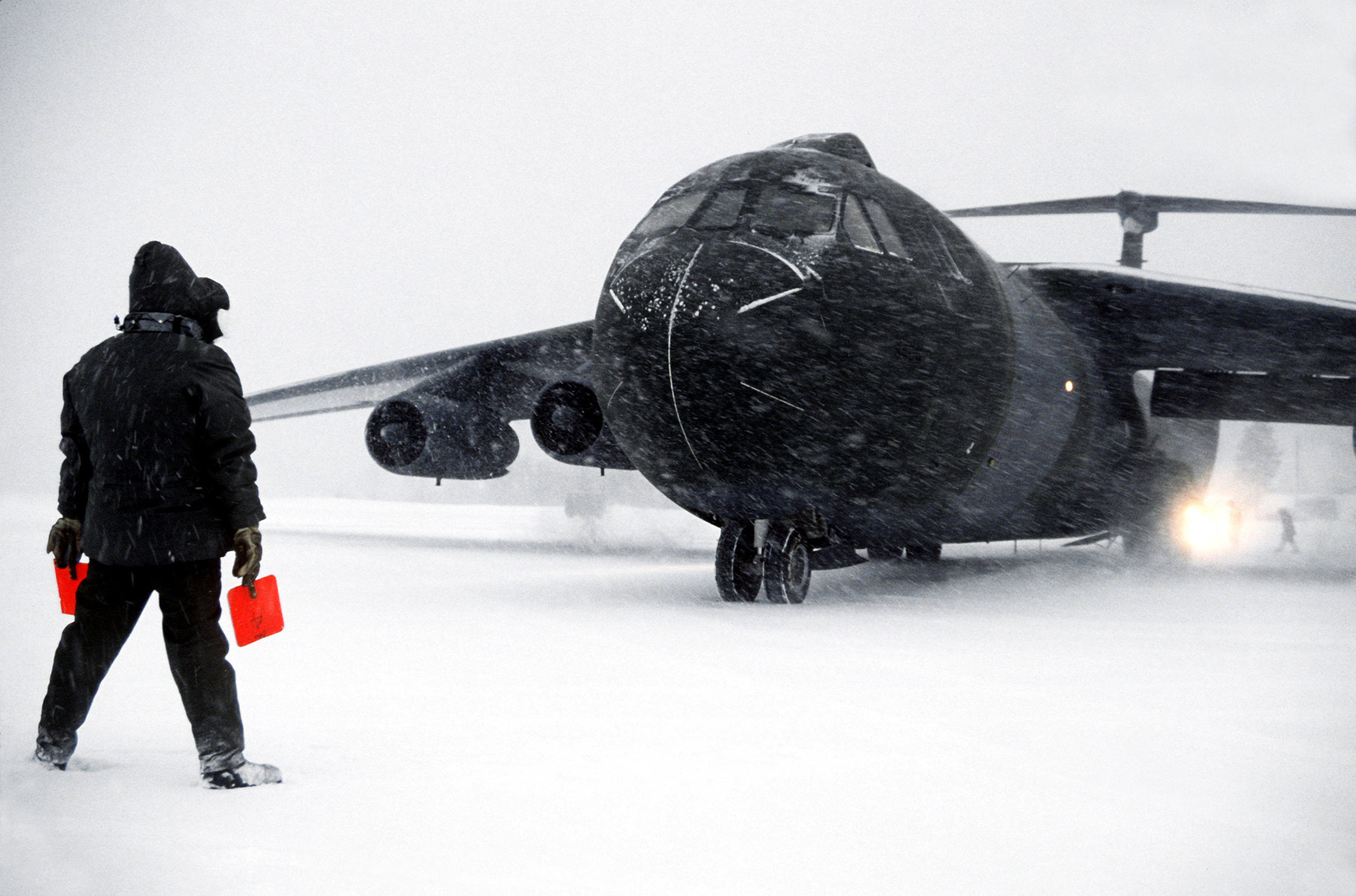
SAC-C-141B, Bardufoss, 1982

Die NATO finanzierte 1952/1953 nach Ausbruch des Kalten Krieges einen weiteren Ausbau der Ost-West-Bahn auf 2,5 km Länge. Bardufoss diente der NATO seither auch als Nachschubbasis. Bei Manövern kamen seither auch immer wieder US-amerikanische Transportmaschinen nach Bardufoss. Die Basis erhielt auch einen unterirdischen Abstellbereich für Kampfjets unter einem Hügel am Rande der Basis.
Die zivile Mitnutzung begann 1956, als die SAS den Flugbetrieb aufnahm. Neben dem Flughafen Bodø war Bardufoss damals der einzige derart nutzbare Flughafen in Nord-Norwegen. Als zweite Fluglinie nahm Braathens Bardufoss 1967 in ihren Flugplan auf, und ein neues ziviles Abfertigungsterminal wurde 1972 eröffnet. Mit Eröffnung der Flughäfen in Tromsø und Harstad in den Jahren 1964 und 1973 nahm die Bedeutung von Bardufoss für den zivilen Luftverkehr ab.
Im Jahr 1964 begann die Nutzung als Stützpunkt von Militärhubschraubern. Die 339. Staffel flog die Bell UH-1B bis 1988 und rüstete ab 1987 auf die modernere Bell 412SP um. Hinzu kam ab 1980 mit der 337. Staffel eine zweite Hubschrauberstaffel. Diese flog im Auftrag der Küstenwache bis 2014 die Lynx Mk.86 als Bordhubschrauber der Nordkapp-Klasse in der SAR-Rolle.
Die norwegischen Streitkräfte unterhielten bis 1992 einen eigenen Charterbetrieb. Diese Aufgabe übernahmen zivile Linienfluggesellschaften und die Oslo-Route bediente ab 1998 Braathens. Ein neues Terminal wurde 2004 in Betrieb genommen und seit 2008 betreibt Norwegian Air Shuttle die Oslo-Route.
Zwei Hubschrauberstaffeln, die als Helikoptereinheit neu aufgestellte 334. Skvadron und die 337. Skvadron nutzten von August 2019 bzw. Dezember 2011 die NH90-NFH als Bordhubschrauber der Fridtjof-Nansen-Klasse der Marine zur U-Jagd bzw. als Lynx-Nachfolger im Auftrag der Küstenwache. Die Luftfahrzeuge der 334. Staffel nutzten neben Bardufoss auch die Marinebasis Haakonsvern bevor im Juni 2022 die gesamte norwegische NH90-Flotte vorzeitig stillgelegt wurde.
Der nach Ende des Kalten Kriegs jahrzehntelang ungenutzte unterirdische Abstellbereich wurde zwei Jahre nach Beginn der Eskalation des russischen Angriffskriegs gegen die gesamte Ukraine im Jahr 2024 reaktiviert.

## Militärische Nutzung
Die Bardufoss flystasjon beherbergt seit 2020 das Maritimen Hubschraubergeschwader Maritim helikopterving (bis Ende 2019 als 139. Luftgeschwader/Luftving bezeichnet) und wird zurzeit (2021) von folgenden fliegenden Staffeln:
- 334. Skvadron, flog im Auftrag der Marine, seit Juni 2022 ohne Luftfahrzeuge
- 337. Skvadron, flog im Auftrag der Küstenwache, seit Juni 2022 ohne Luftfahrzeuge
- Detachment der 339. Skvadron, der Spezialeinsatzstaffel des 134. Geschwaders in Rygge, ausgerüstet mit Transporthubschraubern Bell 412SP, seit 1987
- 718. Skvadron, ausgerüstet mit Drohnen, die Drohnen wurden im November 2006 von der Marine übernommen
- Luftforsvarets Flygeskole, Flugschule ausgerüstet mit T-17, seit 2002

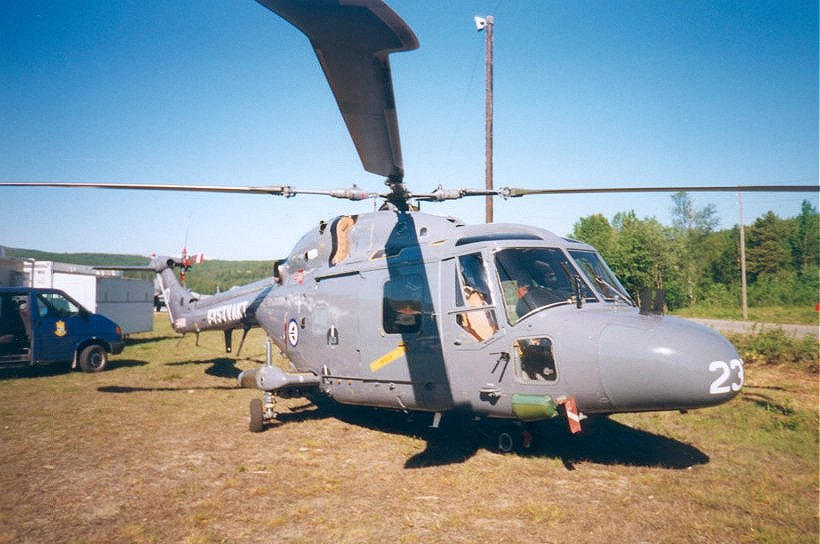
Lynx Mk.86, Bardufoss, 1998
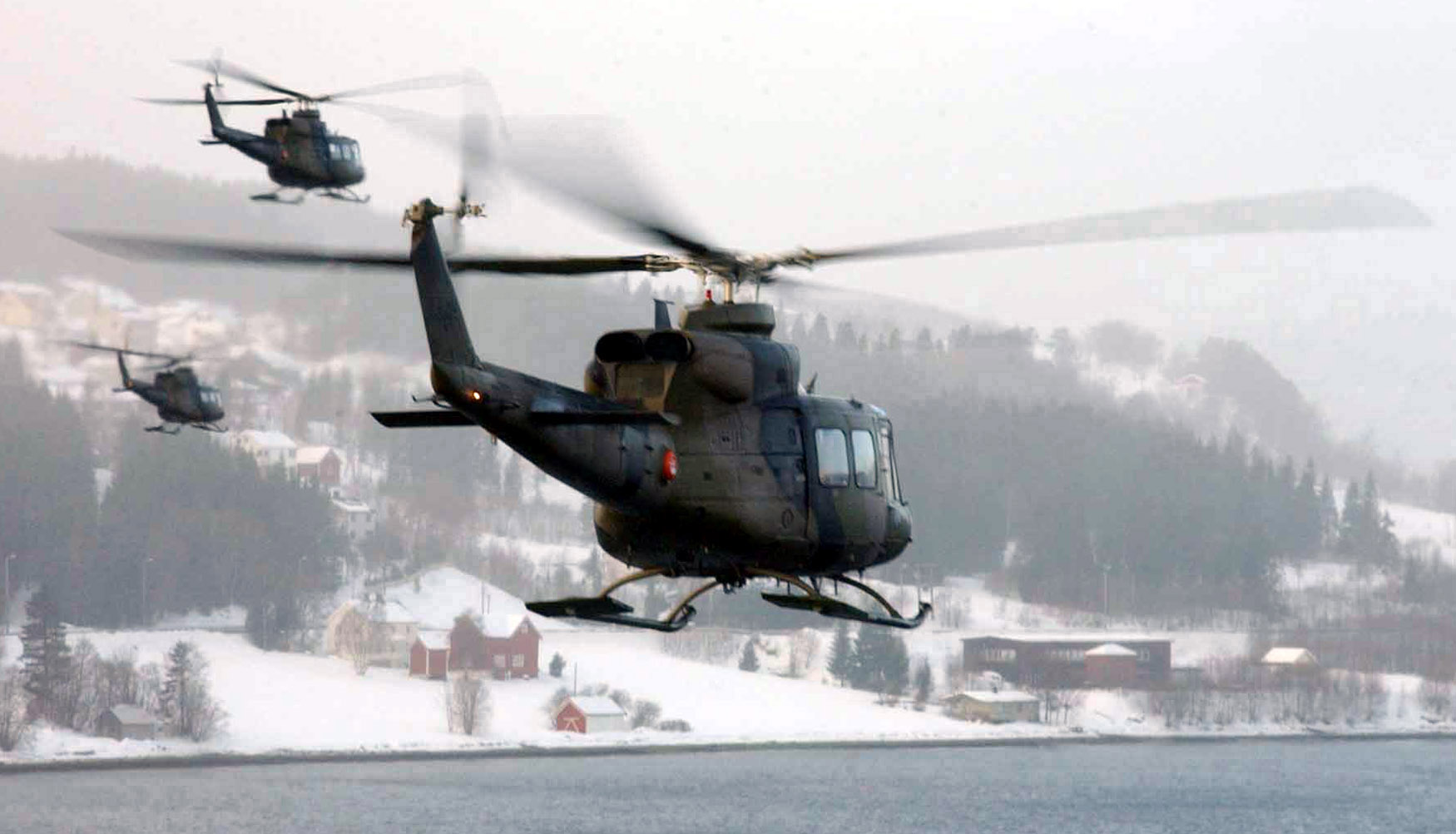
Bell 412SP, 2002
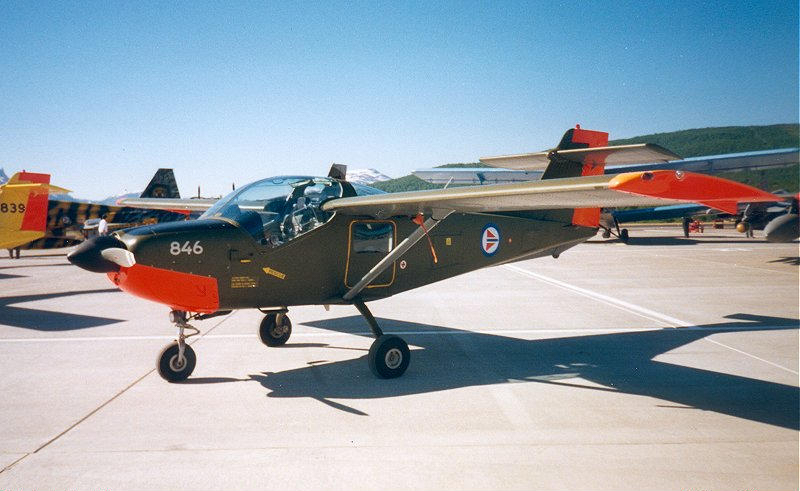
T-17, Bardufoss, 1998
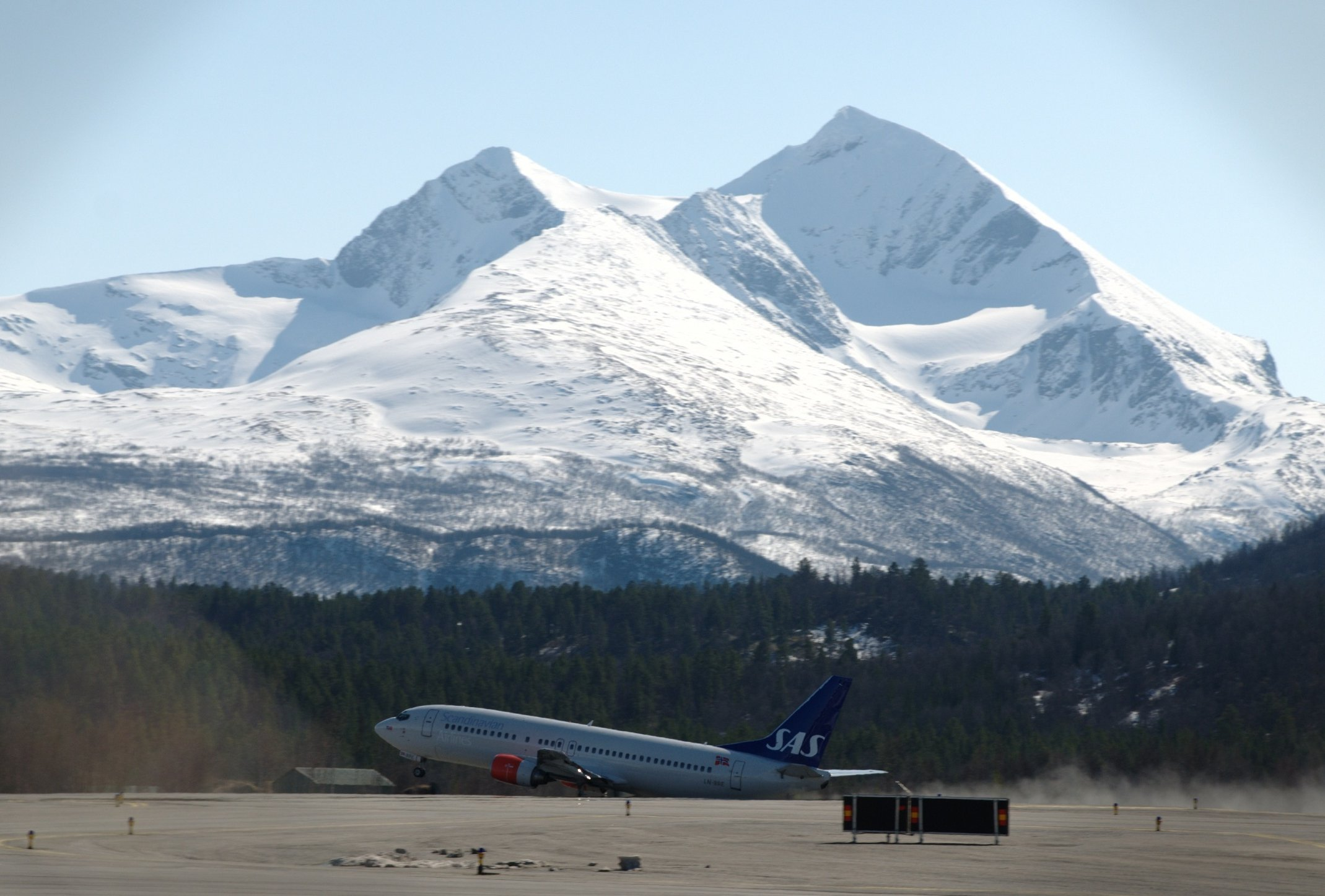
737 der SAS, Bardufoss, 2008

## Zivile Nutzung
Der Flughafen wird planmäßig von Norwegian Air Shuttle mit einer Verbindung nach Oslo bedient, ein Hauptnutzer der Linie sind ebenfalls die Streitkräfte. Im Jahre 2012 wurden gut 200.000 Passagiere abgefertigt.

## Zwischenfall
Am 11. Juli 1972 wurde eine de Havilland Canada DHC-6-100 Twin Otter der Norwegischen Luftstreitkräfte (67-056), mit der ein inländischer Flug vom Flughafen Bardufoss zum Flughafen Bodø mit einem Zwischenstopp auf dem Flughafen Stokmarknes, Skagen durchgeführt werden sollte, gegen einen Berg auf der Insel Grytøya geflogen. Unter den 14 Passagieren und drei Besatzungsmitgliedern gab es keine Überlebenden. Die Unfalluntersuchungen ergaben, dass der Kapitän der Maschine zum Unfallzeitpunkt stark alkoholisiert gewesen war und dass sein Alkoholproblem innerhalb der Norwegischen Luftstreitkräfte schon seit langem bekannt war. (Siehe auch Flugunfall von Grytøya)